# Jacob Munch
Jacob Edvardsson Munch (Kristiania, 9. kolovoza 1776. – 10. lipnja 1839.) bio je norveški vojni časnik i slikar. Njegov je učitelj bio francuski neoklasicistički slikar Jacques Louis David. Munchovo najpoznatije djelo je slika koja prikazuje krunidbu kralja Karla XIV. Ivana od Švedske.
Munch je pomogao osnovati akademiju Statens håndverks- og kunstindustriskole.

## Obitelj
Jacob je bio sin Edvarda Muncha (1738. – 1793.) i Petronelle Helene Krefting (1746. – 1810.), a oženio je Emerentze Carlsen Barclay (1786. – 1869.), čiji su roditelji bili Christen Carlsen Barclay i Severine Bøhme. Kćeri Jacoba i Emerentze bile su Sophie Edvarda Munch, Emma Wilhelmine Munch, Nicoline Munch i Marie Fredrikke Munch.
Njegovi slavni rođaci bili su liječnik Christian Munch, slavni slikar Edvard Munch i Peter Andreas Munch.